# Aeroporto Nacional de Minsk
O Aeroporto Nacional de Minsk (em bielorrusso: Natsyyanalny aeraport "Minsk") é um aeroporto internacional localizado em Minsk, capital da Bielorrússia, sendo o principal aeroporto do país. O aeroporto está localizado a 42 quilômetros do centro de Minsk, e foi criado em 1 de julho de 1983.

## História
A construção do aeroporto começou em 1977, pelo Instituto de Leningrado. A primeira etapa do Aeroporto Nacional de Minsk foi colocado em operação em 1982.
Desde o Verão de 1983, o aeroporto começou a trabalhar com voos domésticos na União Soviética. Em 28 de março de 1989, tornou-se um aeroporto internacional e começou a receber os voos do exterior. Em 23 de fevereiro de 1993, deu-se a abertura de um novo terminal, que tem uma arquitetura única e equipamento técnico moderno.
O plano original envolvia a construção de uma segunda pista e capacidade para 5,8 milhões de passageiros por ano, mas não foi implementado. Administrativamente, o aeroporto e a cidade vizinha de Sokol relacionam-se com o distrito de Minsk, embora geograficamente este esteja no distrito de Smolevichy, também na região de Minsk.

## Operação
Em 2010, a companhia aérea nacional da Bielorrússia, a "Belavia", abriu novos voos regulares para Riga, Estocolmo, Teerã, Batumi, Ecaterimburgo, Moscovo e Ashgabat. Várias empresas aéreas realizam voos regulares para o Aeroporto Nacional de Minsk, entre elas a Belavia (da Bielorrússia), Austrian Airlines (Áustria), Lot (Polónia), Lufthansa (Alemanha), El Al (Israel) e Turkmenistan Airlines (Turcomenistão).
O aeroporto recebeu, em 2012, cerca de 1 821 543 passageiros.